# Alessandro Santos
Alessandro Santos (Maringá, Brasil, 20 de maig de 1977) és un futbolista japonès.

## Selecció japonesa
Alessandro Santos va disputar 82 partits amb la selecció japonesa.